# Ozyptila pauxilla
Ozyptila pauxilla là một loài nhện trong họ Thomisidae.
Loài này thuộc chi Ozyptila. Ozyptila pauxilla được Eugène Simon miêu tả năm 1870.